# Søren Bobach
Søren Bobach (* 25. dubna 1989 Silkeborg) je dánský reprezentant v orientačním běhu. Mezi jeho největší úspěchy patří tři zlaté medaile ze světových šampionátů. První získal v roce 2014 ve sprintu, další dvě pak přidal v roce 2015 (resp. 2016) v mix štafetách. V této disciplíně je i vicemistrem Evropy z roku 2016. Je také juniorským mistrem světa na krátké trati z juniorského mistrovství světa 2006, které se konalo v Litvě. V současnosti běhá za dánský klub OK Pan Århus.

## Sportovní kariéra
| Přehled úspěchů na Mistrovství světa | Přehled úspěchů na Mistrovství světa | Přehled úspěchů na Mistrovství světa | Přehled úspěchů na Mistrovství světa | Přehled úspěchů na Mistrovství světa | Přehled úspěchů na Mistrovství světa |
| Mistrovství světa                    | Sprint                               | Middle                               | Long                                 | Štafety                              | Mix štafety                          |
| ------------------------------------ | ------------------------------------ | ------------------------------------ | ------------------------------------ | ------------------------------------ | ------------------------------------ |
| Trondheim 2010                       | 24. místo                            | 25. místo                            | X                                    | 12. místo                            | X                                    |
| Lausanne 2012                        | 9. místo                             | DSQ                                  | X                                    | 6. místo                             | X                                    |
| Trentino 2014                        | 1. místo                             | X                                    | X                                    | X                                    | 2. místo                             |
| Inverness 2015                       | 9. místo                             | 23. místo                            | X                                    | X                                    | 1. místo                             |
| Strömstad 2016                       | X                                    | 35. místo                            | X                                    | 9. místo                             | 1. místo                             |
| Tartu 2017                           | X                                    | X                                    | X                                    | 9. místo                             | X                                    |

| Přehled úspěchů na Mistrovství Evropy | Přehled úspěchů na Mistrovství Evropy | Přehled úspěchů na Mistrovství Evropy | Přehled úspěchů na Mistrovství Evropy | Přehled úspěchů na Mistrovství Evropy | Přehled úspěchů na Mistrovství Evropy |
| Mistrovství Evropy                    | Sprint                                | Middle                                | Long                                  | Štafety                               | Mix štafety                           |
| ------------------------------------- | ------------------------------------- | ------------------------------------- | ------------------------------------- | ------------------------------------- | ------------------------------------- |
| Primorsko 2010                        | 28. místo                             | 45. místo                             | X                                     | X                                     | X                                     |
| Falun 2012                            | X                                     | 38. místo                             | Q8. místo                             | 13. místo                             | X                                     |
| Palmela 2014                          | 14. místo                             | 45. místo                             | X                                     | 8. místo                              | X                                     |
| Jeseník 2016                          | 20. místo                             | DSQ                                   | X                                     | X                                     | 2. místo                              |

| Přehled úspěchů na Mistrovství světa juniorů | Přehled úspěchů na Mistrovství světa juniorů | Přehled úspěchů na Mistrovství světa juniorů | Přehled úspěchů na Mistrovství světa juniorů | Přehled úspěchů na Mistrovství světa juniorů |
| Mistrovství světa juniorů                    | Sprint                                       | Middle                                       | Long                                         | Štafety                                      |
| -------------------------------------------- | -------------------------------------------- | -------------------------------------------- | -------------------------------------------- | -------------------------------------------- |
| Druskininkai 2006                            | 9. místo                                     | 1. místo                                     | 14. místo                                    | X                                            |
| Dubbo 2007                                   | 13. místo                                    | 18. místo                                    | 7. místo                                     | 11. místo                                    |
| Göteborg 2008                                | 3. místo                                     | 3. místo                                     | 7. místo                                     | 6. místo                                     |
| San Martino 2009                             | 5. místo                                     | 5. místo                                     | 2. místo                                     | 3. místo                                     |